# Mognard
Mognard és un municipi francès situat al departament de la Savoia i a la regió d'Alvèrnia-Roine-Alps. L'any 2007 tenia 399 habitants.

## Demografia

### Població
El 2007 la població de fet de Mognard era de 399 persones. Hi havia 136 famílies de les quals 25 eren unipersonals (4 homes vivint sols i 21 dones vivint soles), 33 parelles sense fills, 62 parelles amb fills i 16 famílies monoparentals amb fills.
La població ha evolucionat segons el següent gràfic:
Habitants censats

### Habitatges
El 2007 hi havia 153 habitatges, 143 eren l'habitatge principal de la família, 9 eren segones residències i 1 estava desocupat. 147 eren cases i 6 eren apartaments. Dels 143 habitatges principals, 124 estaven ocupats pels seus propietaris, 12 estaven llogats i ocupats pels llogaters i 6 estaven cedits a títol gratuït; 3 tenien una cambra, 11 en tenien dues, 16 en tenien tres, 28 en tenien quatre i 84 en tenien cinc o més. 125 habitatges disposaven pel capbaix d'una plaça de pàrquing. A 57 habitatges hi havia un automòbil i a 80 n'hi havia dos o més.

### Piràmide de població
La piràmide de població per edats i sexe el 2009 era:
| Homes | Edats   | Dones |
| ----- | ------- | ----- |
| 0     | 95 o +  | 0     |
| 0     | 90 a 94 | 0     |
| 0     | 85 a 89 | 4     |
| 0     | 80 a 84 | 0     |
| 0     | 75 a 79 | 4     |
| 0     | 70 a 74 | 4     |
| 12    | 65 a 69 | 4     |
| 12    | 60 a 64 | 8     |
| 4     | 55 a 59 | 8     |
| 0     | 50 a 54 | 4     |
| 16    | 45 a 49 | 16    |
| 4     | 40 a 44 | 4     |
| 12    | 35 a 39 | 16    |
| 16    | 30 a 34 | 12    |
| 20    | 25 a 29 | 12    |
| 16    | 20 a 24 | 0     |
| 8     | 15 a 19 | 4     |
| 16    | 10 a 14 | 0     |
| 8     | 5 a 9   | 20    |
| 24    | 0 a 4   | 12    |

## Economia
El 2007 la població en edat de treballar era de 257 persones, 206 eren actives i 51 eren inactives. De les 206 persones actives 197 estaven ocupades (105 homes i 92 dones) i 8 estaven aturades (1 home i 7 dones). De les 51 persones inactives 10 estaven jubilades, 20 estaven estudiant i 21 estaven classificades com a «altres inactius».

### Ingressos
El 2009 a Mognard hi havia 149 unitats fiscals que integraven 424 persones, la mediana anual d'ingressos fiscals per persona era de 18.489,5 €.

### Activitats econòmiques
Dels 17 establiments que hi havia el 2007, 1 era d'una empresa de fabricació de material elèctric, 1 d'una empresa de fabricació d'altres productes industrials, 9 d'empreses de construcció, 2 d'empreses de comerç i reparació d'automòbils, 1 d'una empresa de transport, 1 d'una empresa financera i 2 d'empreses de serveis.
Dels 5 establiments de servei als particulars que hi havia el 2009, 2 eren fusteries, 2 lampisteries i 1 electricista.
L'any 2000 a Mognard hi havia 9 explotacions agrícoles que ocupaven un total de 220 hectàrees.

## Equipaments sanitaris i escolars
El 2009 hi havia una escola elemental integrada dins d'un grup escolar amb les comunes properes formant una escola dispersa.

## Poblacions més properes
El següent diagrama mostra les poblacions més properes.